# Бопре, Эдуар
Эдуар Бопре (фр. Édouard Beaupré, 9 января 1881 — 3 июля 1904) — канадский цирковой гигант, участник фрик-шоу, борец, силач и звезда цирка Барнума и Бейли. Один из самых высоких людей в письменной истории, с ростом 251 см

## Биография
Родился в южном Саскачеване, городе Уиллоу Банч. Первый из 20 детей в семье канадских метисов Гаспара Бопре и Флорестин Пиш. В 7 лет он пошёл в школу и ещё был среднего роста, но в 9 он уже достиг 185 см, а в 12 — свыше 200 см. В этом возрасте он перестаёт ходить в школу. Он говорил по-французски, по-английски, на мичиф, кри и сиу. Он был отличным наездником, но бросил езду к 17 годам, когда достиг роста 215 см.
Его отец работал фрахтовщиком у торговца и скотовода Жана-Луи Легарэ, который стал крёстным отцом Эдуара. В течение нескольких лет Эдуар сопровождал своего отца в поездках в Мус-Джо, Регину и Монтану.
Оставив жизнь на ранчо, Бопре начал гастролировать. Он демонстрировал силу, сгибая железные прутья и поднимая на плечи лошадей. Он проехал с гастролями из Виннипега в Монреаль и некоторое время оставался в Калифорнии. Находясь в Монреале, 25 марта 1901 года Эдуард боролся с Луи Сиром, известным франкоканадским силачом, считающимся сильнейшим человеком из когда-либо живших. Поединок был очень коротким и закончился победой Сира.

## Смерть
1 июля 1904 года Бопре подписал контракт с цирком Барнума и Бейли, и должен был выступить на всемирной выставке в 1904 году в Сент-Луисе, штат Миссури. Там у него появилось лёгочное кровотечение, осложнение от туберкулёза, и 3 июля 1904 года в возрасте 23 лет он умер в больнице на территории выставки. На момент смерти его рост составлял 251 см, он весил 170 килограммов, о чём указано в свидетельстве о смерти.

## После смерти
По просьбе цирка гробовщик забальзамировал тело Бопре. Однако цирк отказался платить, поэтому они решили сохранить тело, которое затем выставили на обозрение в Сент-Луисе. Далее неизвестными путями тело добралось до Музея Эдена в Монреале и было выставлено там, однако экспозиция собрала такую толпу, что власти закрыли её. Затем тело передали в цирк Монреаля, но он быстро обанкротился, и тело убрали на склад. На складе оно оставалось до 1907 года, где его случайно нашли двое игравших детей. Университет Монреаля взял тело себе, после исследований и вскрытия они мумифицировали тело Бопре и поместили его в стеклянную витрину в университете.

## Похороны
Семья Бопре обнаружила, что тело находится в Монреале только в 1967 году. В 1975 году они начали судебный процесс, чтобы попытаться вернуть тело в Уиллоу Банч для надлежащего захоронения. Но университет отказал и заявил о своих правах на тело, сказав, что они хотят продолжать исследования и не хотят, чтобы тело показывали где-либо ещё. В 1989 году семья повторила попытку, на этот раз привлекая СМИ, чтобы оказать давление на университет. Попытка увенчалась успехом, университет решил кремировать останки, чтобы никто не стремился разграбить могилу. Для праха потребовались две большие урны. Наконец, в 1990 году тело le Géant Beaupré или le Géant de Willow-Bunch вернули в Уиллоу Банч. Семья провела поминальную службу, теперь останки Бопре лежат перед Музеем Уиллоу Банч.